# Glenniea unijugata
Glenniea unijugata là một loài thực vật có hoa trong họ Bồ hòn. Loài này được (Pellegr.) Leenh. mô tả khoa học đầu tiên năm 1975.